# Hibiscus meyeri
Hibiscus meyeri är en malvaväxtart. Hibiscus meyeri ingår i Hibiskussläktet som ingår i familjen malvaväxter.

## Underarter
Arten delas in i följande underarter:
- H. m. meyeri
- H. m. transvaalensis